# 空野太陽
空野 太陽（そらの たいよう）は、日本の男性声優。空乃 太陽（読みは同じ）の名でも活動している。彼と親交のある声優の岸尾だいすけの発言によれば引退したらしい。

## 出演作品

### 男性向けアダルトゲーム
- 愛姉妹あいしまい〜どっちにするの!!〜（滝本 和彦）
- 暁の護衛〜罪深き終末論〜（中里 亮）
- あかね色に染まる坂（西野 冬彦）
- Aster（榊 宏、花守 章一）
- IZUMO零（山田 虎之助）
- IZUMO2 -学園狂想曲-（カグツチ）
- 君と恋して結ばれて（花守 章一）
- キミの声がきこえる（稲垣 正宗）
- クラ☆クラ 〜CLASSY☆CRANBERRY'S〜（本多 零）
- クロノベルト（プーキー・フーキー）
- 恋ではなく―― It's not love, but so where near.（阿藤扶）
- この青空に約束を―（三田村 隆史）
- Circus Disk ～Christmas Days～（D.C.I杉並、D.C.II杉並）
- 終末少女幻想アリスマチック（丸目 蔵人）
- 絶対幸せ宣言っ!（岸田徹）（柏原 龍山）
- D.C.II 〜ダ・カーポII〜シリーズ（杉並）
  - D.C.II 〜ダ・カーポII〜体験版　春風のアルティメットバトル!
  - D.C.II 〜ダ・カーポII〜
  - D.C.II 〜featuring Yun2!〜
  - D.C.II Spring Celebration 〜ダ・カーポII〜 スプリング セレブレイション
  - D.C.II P.C. 〜ダ・カーポII〜 プラスコミュニケーション
  - D.C.II To You 〜ダ・カーポII〜 トゥーユー
  - D.C.II Fall in Love 〜ダ・カーポII〜 フォーリンラブ
- D.C. Dream X'mas 〜ダ・カーポ〜 ドリームクリスマス（D.C.II杉並）
- C.D.C.D.2 〜シーディーシーディー2〜
- Chu×Chuアイドる（牛山 一太）
- Chu×Chuぱらだいす（牛山 一太）
- 桃華月憚（守東 桃香）
- 長靴をはいたデコ（聖夜）
- 不幸な神（大宮 弘道）
- Princess Frontier（ジン）
- Bullet Butlers（プーキー・フーキー）
- リリカル♪りりっく（浅倉 臣）
- タユタマ -Kiss on my Deity-（応龍）
- タペストリー -you will meet yourself-（上総 真司）
- Like a Butler（浦安 六右衛門）
- タユタマ -It's happy days-（応龍）
- 仏蘭西少女〜Une fille blanche〜（執事）
- W.L.O. 世界恋愛機構（山下 紀嗣）
- W.L.O. 世界恋愛機構L.L.S. -LOVE LOVE SHOW-（山下 紀嗣）
- 装甲悪鬼村正（柳生常闇斎）
- み・こ・こ・ん -巫女婚-（小林 尚樹）
- メルクリア 〜水の都に恋の花束を〜（倉間 清修）
- なないろ航路（神宮司 亮一）
- ANGELIUM -ときめきLOVE GOD-（寄城）
- 秋空に舞うコンフェティ（剣崎 将斗）

### 乙女ゲーム
- 月ノ光 太陽ノ影（甲斐 聡）
  - 月ノ光 太陽ノ影 -Another Moon-（甲斐 聡）
- Under The Moon（天宮 瀬名）
  - Under The Moon 〜つきいろ絵本〜（天宮 瀬名）
- といろ小町〜紅に染まるそのときまで〜（青山 秀一）
- Pretty flap 〜チョコレートテイスト〜（逢坂 智哉）
- Lover's Collection -ラヴァーズコレクション-（村田 俊哉）
- D.C. Girl's Symphony 〜ダ・カーポ〜 ガールズシンフォニー（杉並）
- 星の王女〜宇宙意識に目覚めた義経〜（後白河法皇）
- 仁義なき乙女（天音 京吾 / レテ）
  - 仁義なき乙女 恋恋三昧（天音 京吾 / レテ）
- ツンデレ★S乙女 〜本当は私、ピュアなんです(汗)〜（奈木 秀介）
- PersonA 〜オペラ座の怪人〜（ラウル・ド・シャニー[2]）

### BLゲーム
- 新婚さん〜Sweet Sweet honeymoon〜（八重咲 はる）
- スクエアな関係 -ぼくらの恋愛心理学3-（岸本 高水）
- ぷり・プリ〜PRINCE×PRINCE〜（修一）
- マスカレード 〜地獄学園SO/DO/MU〜（沼田 ヒロシ）
- メイド★はじめました（東久世 珊瑚）
- Laughter Land（ディック）
- 鬼畜眼鏡R（澤村 紀次）
- sweet pool（三田 睦）
- 神学校 -Noli me tangere-（セシル・カワード）

### BLCD
- マスカレード 〜地獄学園SO/DO/MU〜 初回版特典CD ヒロシレラ（沼田 ヒロシ）
- Laughter Land シリーズ（ディック）
  - Laughter Land 郎猫儿オフィシャル通販特典CD 街外れの時計塔
  - Laughter Land アニメイト店舗特典CD スケッチ
  - Laughter Land とらのあな店舗特典CD 二人だけの世界で
  - Laughter Land ソフマップ店舗特典CD 一晩だけの……
  - Laughter Land メッセサンオー店舗特典CD 新しい夢
  - Laughter Land ハイグルコート
- 神学校 -Noli me tangere- 初回版特典CD st.ヨハネ女学校物語
  - 神学校 -Noli me tangere- アニメイト店舗特典CD ラブレター

### ドラマCD
- Under The Moon 〜魔界でおやすみ〜（天宮 瀬名）
- CHiRAL CAFEへようこそ（三田 睦）